# Vignet (verhaal)
In proza en poëzie is een vignet een kort, impressionistisch tafereel dat een beeld schetst van een bepaald moment en een bepaalde plaats.
Typisch is het de bedoeling om een scherp beeld van een personage, een idee, of een omgeving te geven. Dit type scène komt vaker voor bij het recente postmoderne theater, dat de naleving van de conventies en structuur van een verhaal ter discussie stelt. De manier waarop een scène wordt weergegeven is duidelijk beïnvloed door de hedendaagse snelle beeldcultuur van film, video en televisie.